# Foxburg, Pennsylvania
Foxburg je gradić u okrugu Clarion u američkoj saveznoj državi Pennsylvania.

## Zemljopis
Zemljopisni položaj je 41°8′35″N 79°40′48″W / 41.14306°N 79.68000°W. Prema Uredu SAD-a za popis stanovništva, zauzima 1.0 km² površine, od čega 0,26 km² vode.

## Stanovništvo
Prema podacima iz 2010., u Foxburgu je živjelo 183 stanovnika.